# Sapromyza sicca
Sapromyza sicca är en tvåvingeart som beskrevs av Becker 1914. Sapromyza sicca ingår i släktet Sapromyza och familjen lövflugor.
Artens utbredningsområde är Kenya. Inga underarter finns listade i Catalogue of Life.